# Kurt Krömer

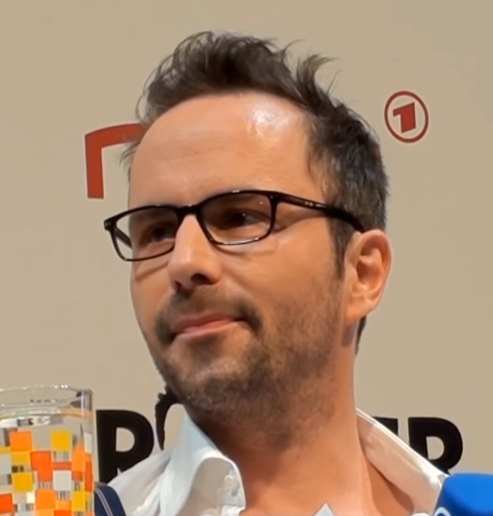
Kurt Krömer (2012)

Kurt Krömer (bürgerlich: Alexander Bojcan [ˈbɔjt͡san]; * 20. November 1974 in West-Berlin) ist ein deutscher Komiker, Schauspieler und Autor.

## Leben und Wirken
Alexander Bojcan wurde im West-Berliner Bezirk Neukölln geboren und wuchs als Sohn des Tischlers Reinhard Bojcan und dessen Frau, einer Schneiderin, in den Berliner Bezirken Neukölln und Wedding auf. Seine Familie väterlicherseits stammt ursprünglich aus Böhmen und Mähren und schrieb sich Boizan. Nach der 10. Klasse verließ er die Gesamtschule und begann eine Ausbildung zum Herrenausstatter, ohne diese abzuschließen.  Anschließend arbeitete er zwei Jahre als Aushilfe bei einer Berliner Reinigungsfirma und als Hilfsarbeiter auf dem Bau. 1992 trat er erstmals unter dem Pseudonym Kurt Krömer, dem Namen seines ehemaligen Deutschlehrers, in der Scheinbar in Berlin-Schöneberg auf. Er bezeichnet sich selbst als „Neoclown“ und gibt Louis de Funès, Klaus Kinski, Andy Kaufman und Leo Bassi als Inspiration an: „Ich sehe aus wie Leute, die seit 50 Jahren in der Stadtsparkasse Paderborn in einer leitenden Position arbeiten, ein bisschen miefig und piefig, die aber dennoch den Punk verbreiten.“ Von Oktober 1996 bis Dezember 1997 besuchte er die „TuT – Schule für Tanz, Clown und Theater“ in Hannover.
Bojcan ist alleinerziehender Vater; drei seiner vier Kinder leben bei ihm in Berlin.

### Film und Fernsehen
Gemeinsam mit Otto Kuhnle moderierte Bojcan ab 2003 sieben Folgen der Die Kuhnle + Krömer Show. Ab 2004 moderierte Bojcan als Kurt Krömer Die Kurt Krömer Show im rbb Fernsehen, deren 15. und letzte Folge Ende April 2005 aufgezeichnet wurde. Die Sendung bestand aus Solo-Elementen, Einspielern und Interviews mit prominenten Gästen wie Gunter Gabriel, Johann König, Hellmuth Karasek und Gregor Gysi. Dabei trug er stets unmoderne Anzüge mit Hosenträgern und Brillen im Retrodesign. Für die musikalische Untermalung sorgte die Garagenband minibeatclub. Regie führte Matthias Kitter.
Im November 2005 startete seine Talkshow Bei Krömers, in der neben Kurt mit Opa Gerd (Achim Wolff), Mama Ingrid (Marie Gruber) und Schwester Anja (Anne Helm, später Maxine Schulze) weitere Mitglieder der Familie Krömer etwas abseits sitzend Einfluss auf die Interviews nahmen. Regie führte wieder Matthias Kitter. 2006 wurde Bei Krömers mit dem Deutschen Fernsehpreis 2006 in der Kategorie „Comedy“ ausgezeichnet. Von 2007 bis 2011 wurde seine vom rbb produzierte Late-Night-Show mit dem Titel Krömer – Die internationale Show im Nachtprogramm der ARD gesendet. Nach fünf Nominierungen erhielt Bojcan 2011 den Adolf-Grimme-Preis für Krömer – Die internationale Show und beendete diese Fernsehsendung zeitgleich nach der fünften Staffel. 2010 moderierte er eine Samstagabendshow unter dem Titel Darf ich bitten …! und an der Seite von Sandra Maischberger die zwölfte Verleihung des Deutschen Fernsehpreises in Köln.
2011 war Krömer in der Filmkomödie Eine Insel namens Udo neben Fritzi Haberlandt in seiner ersten Hauptrolle zu sehen.
2012 startete in der ARD die Krömer – Late Night Show, deren acht Folgen im Berliner Ensemble aufgezeichnet wurden. Im Juli 2013 (Ausstrahlung am 10. August 2013) war der Publizist Matthias Matussek dort zu Gast und wurde von Krömer „um es zurückhaltend zu sagen, hart angegangen“. Matussek versuchte mittels Antrag auf eine einstweilige Verfügung beim Hamburger Landgericht die Ausstrahlung zu unterbinden und begründete seinen Antrag mit der „Verletzung seiner Persönlichkeitsrechte“. In zweiter Instanz urteilte das Hamburger Oberlandesgericht, dass die Satirefreiheit in diesem Fall Vorrang habe, sodass die Sendung wie geplant ausgestrahlt wurde.
Ende 2014 kündigte Krömer an, sich komplett aus dem Fernsehgeschäft zurückzuziehen und seinen künstlerischen Schwerpunkt auf die Theaterbühne zu verlagern.
Anlässlich des 15. Geburtstags des rbb fungierte Krömer fünf Tage als Programmansager im rbb Fernsehen. Von 2019 bis 2020 moderierte er mit Annie Hoffmann bei dem Sender One der ARD die Talkshow Seriös – Das Serienquartett  zum Thema Serien. Parallel dazu wurden im September 2019 die ersten Folgen der Talkshow Chez Krömer im rbb Fernsehen ausgestrahlt. Während der COVID-19-Pandemie war Krömer 2020 mit Annie Hoffmann für das Talkformat Und nu? mit neun Folgen im rbb Fernsehen zu sehen. Dabei waren beide in Berlin unterwegs und sprachen mit Angehörigen systemrelevanter Berufe über aktuelle Themen und deren Alltag in Zeiten der Coronaviren.
Im Jahr 2021 war Krömer Teilnehmer der ersten beiden Staffeln der Comedy-Gameshow LOL: Last One Laughing. 2023 nahm er auch an der vierten Staffel teil, bei der er sich mit Michael Mittermeier den Sieg teilte.

### Theater

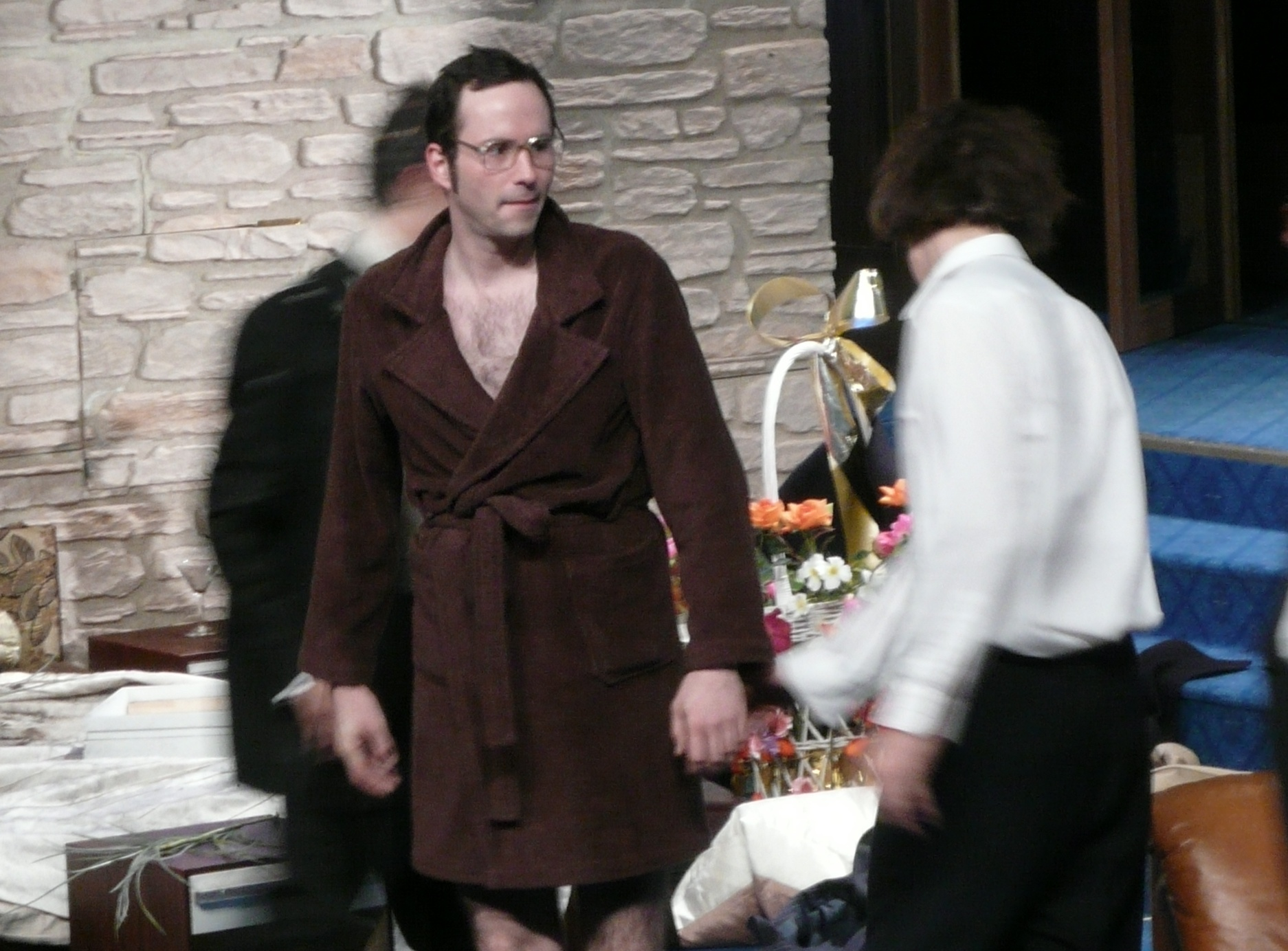
Kurt Krömer in Room Service an der Schaubühne am Lehniner Platz (2007)

An der Berliner Schaubühne am Lehniner Platz war Krömer 2005 mit seiner Solo-Show Krömertorium zu sehen. 2007 spielte er Gordon Miller, einen schmierigen Produzenten, in der Broadwaykomödie Room Service, bei der Thomas Ostermeier Regie führte. 2010 trat er mit dem Psychiater und Schriftsteller Jakob Hein unter der Regie von Jochen Alexander Freydank in dem von Hein geschriebenen Theaterstück Johnny Chicago an der Volksbühne Berlin auf.

### Radio und Podcast
Von 2018 bis 2019 betrieb Krömer mit Jakob Hein den Radio-Eins-Podcast „Zwei Männer – drei Welten: Krömer and friends“. Unter den Gästen waren Margarete Stokowski, Gabriele Völsch, Claudia Schur und Sarah Bosetti. Seit November 2022 führt er den Interview-Podcast Feelings, in dem ihn jede Woche ein Gast besucht. Beim Deutschen Podcast Preis 2023 wurde Kurt Krömer als bester Newcomer ausgezeichnet.

### Soziales Engagement
Mit der Benefizgala Pimp my Ghetto, die Krömer am 18. Oktober 2009 im Admiralspalast mit Künstlerkollegen veranstaltet hatte, unterstützte er mehrere soziale Projekte im Neuköllner „Körnerkiez“ um den Körnerpark. 2012 besuchte er auf Einladung der Bundeswehr Soldaten in Afghanistan und hatte dort mehrere Auftritte. Auf der Reise begleitete ihn ein Kamerateam der ARD. Seine Erlebnisse dieses und eines späteren privaten Aufenthalts veröffentlichte er in seinem Buch Ein Ausflug nach wohin eigentlich keiner will. Zu Besuch in Afghanistan. Im Rahmen der Kampagne iCHANCE, die vom Bundesverband Alphabetisierung und Grundbildung veranstaltet wird, setzte sich Bojcan für das Lesen- und Schreibenlernen ein.

### Privates
Im Rahmen seiner Sendung Chez Krömer im März 2021 berichtete Krömer, seit rund dreißig Jahren an einer Depression zu leiden, die drei bis fünf Jahre zuvor als solche diagnostiziert wurde. Er thematisierte die Erkrankung, ihre Symptome und die Behandlung im Gespräch mit Torsten Sträter, der ebenfalls an Depression leidet und Schirmherr der Deutschen Depressionsliga ist. Laut eigener Aussage sei er trockener Alkoholiker.

## Kabarettprogramme

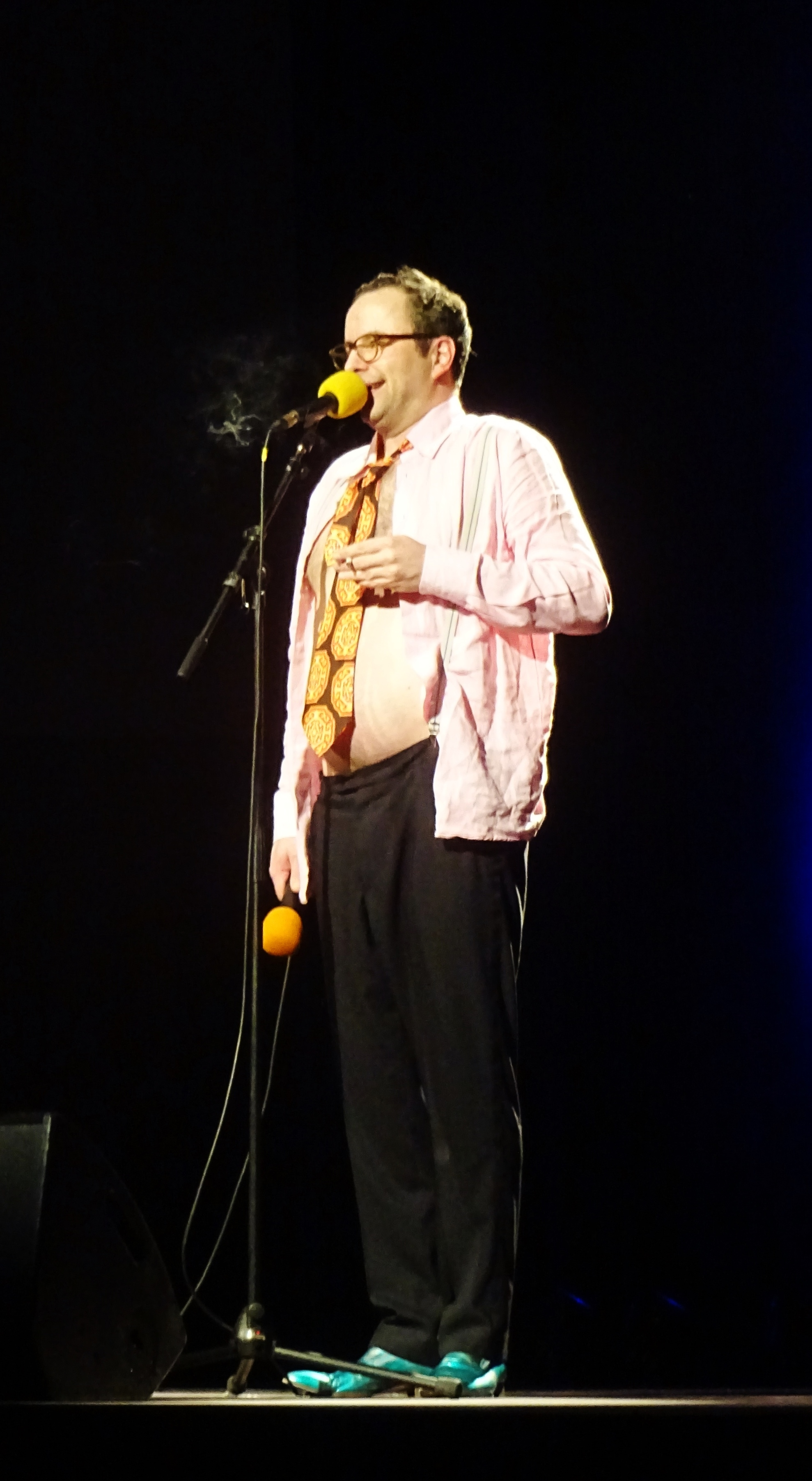
Kurt Krömer „Heute stimmt alles“, 2017

- 2005–2006: Na, du alte Kackbratze
- 2008: Kröm de la Kröm
- 2011: Der nackte Wahnsinn
- 2013–2014: Abschied!
- 2016–2017: Heute stimmt alles
- 2018–2022: Stresssituation
- 2022–2023: Die Gönnung steigt

## Diskografie
- Na, Du alte Kackbratze! (CD: 2005, DVD: 2006)
- Best Of Die Kurt Krömer Show (3er-DVD, 2005, DE: Gold)
- Krömer – Die internationale Show, 1. Staffel (3er-DVD, 2007)
- Krömer – Die internationale Show, 2. Staffel (4er-DVD, 2008)
- Krömer – Die internationale Show, 3. Staffel (4er-DVD, 2009)
- Krömer – Die internationale Show, 4. Staffel (3er-DVD, 2010)
- Sido feat. Kurt Krömer – „Hey Du“ (MTV Unplugged – Live aus'm MV, 2010)
- Kröm de la Kröm (CD/DVD, 2010)
- Best of Krömer – Late Night Show, 1. Staffel (DVD, 2012)
- Heute stimmt alles (CD/DvD/BD: 2018)

## Filmografie
- 1996: Der kalte Finger (als Statist)
- 2003–2004: Die Kuhnle + Krömer Show
- 2004–2005: Die Kurt Krömer Show
- 2006: Wo ist Fred?
- 2007: GG 19 – Deutschland in 19 Artikeln
- 2007–2011: Krömer – Die Internationale Show
- 2009: Familie Sonnenfeld (Fernsehfilm-Serie, Folge 9, Abschied von Oma)
- 2009: Ein starkes Team – Geschlechterkrieg (Fernsehserie)
- 2010: Polen für Anfänger (Regie: Katrin Rothe; mit Steffen Möller)
- 2010: Das Leben ist zu lang (Regie: Dani Levy)
- 2010: Undercover Love (Fernsehfilm)
- 2011: Eine Insel namens Udo (erste Hauptrolle)
- 2011: Nils Holgerssons wunderbare Reise (Regie: Dirk Regel)
- 2012: Die Abenteuer des Huck Finn (Regie: Hermine Huntgeburth)
- 2012–2014: Krömer – Late Night Show
- 2016: Der mit dem Schlag (Regie: Lars Becker)
- 2016: Conni & Co (Regie: Franziska Buch)
- 2019–2022: Chez Krömer
- 2020: Das Institut – Oase des Scheiterns (Fernsehserie, Folge 11, Der Exorzismus der Anneliese E.)
- 2020: 100 % Wolf (als Sprecher)
- 2021: LOL: Last One Laughing (2 Staffeln)
- 2021–2023: Na siehste! – Das TV-Kult-Quiz mit Elton (NDR, Teilnehmer im Rateteam)[37]
- 2022: Honecker und der Pastor (Fernsehfilm)
- 2022: Die Gangster Gang (The Bad Guys) (Stimme für Marc Maron als Mr. Snake)
- 2022: Bibi & Tina – Einfach anders[38]
- 2022: Tausend Zeilen
- 2023: LOL: Last One Laughing (4. Staffel)
- 2023: Trauzeugen
- 2023: German Genius (Fernsehserie)
- 2023: LOL: Last One Laughing (Weihnachtsspecial)
- 2025: Dinner Club (Amazon Prime)

## Bücher
- Kurt Krömer: Du darfst nicht alles glauben, was du denkst: Meine Depression  Kiepenheuer & Witsch, Köln 2022, ISBN 978-3-462-00254-6. (DE: Gold (Audio-Books-Award))
- Kurt Krömer, Tankred Lerch: Ein Ausflug nach wohin eigentlich keiner will. Zu Besuch in Afghanistan. Kiepenheuer & Witsch, Köln 2013, ISBN 978-3-462-04536-9.[39][40]
- Kurt Krömer, Jakob Hein: Gute Nacht, Carola. Carlsen, Hamburg 2010, ISBN 978-3-551-51736-4.

## Auszeichnungen

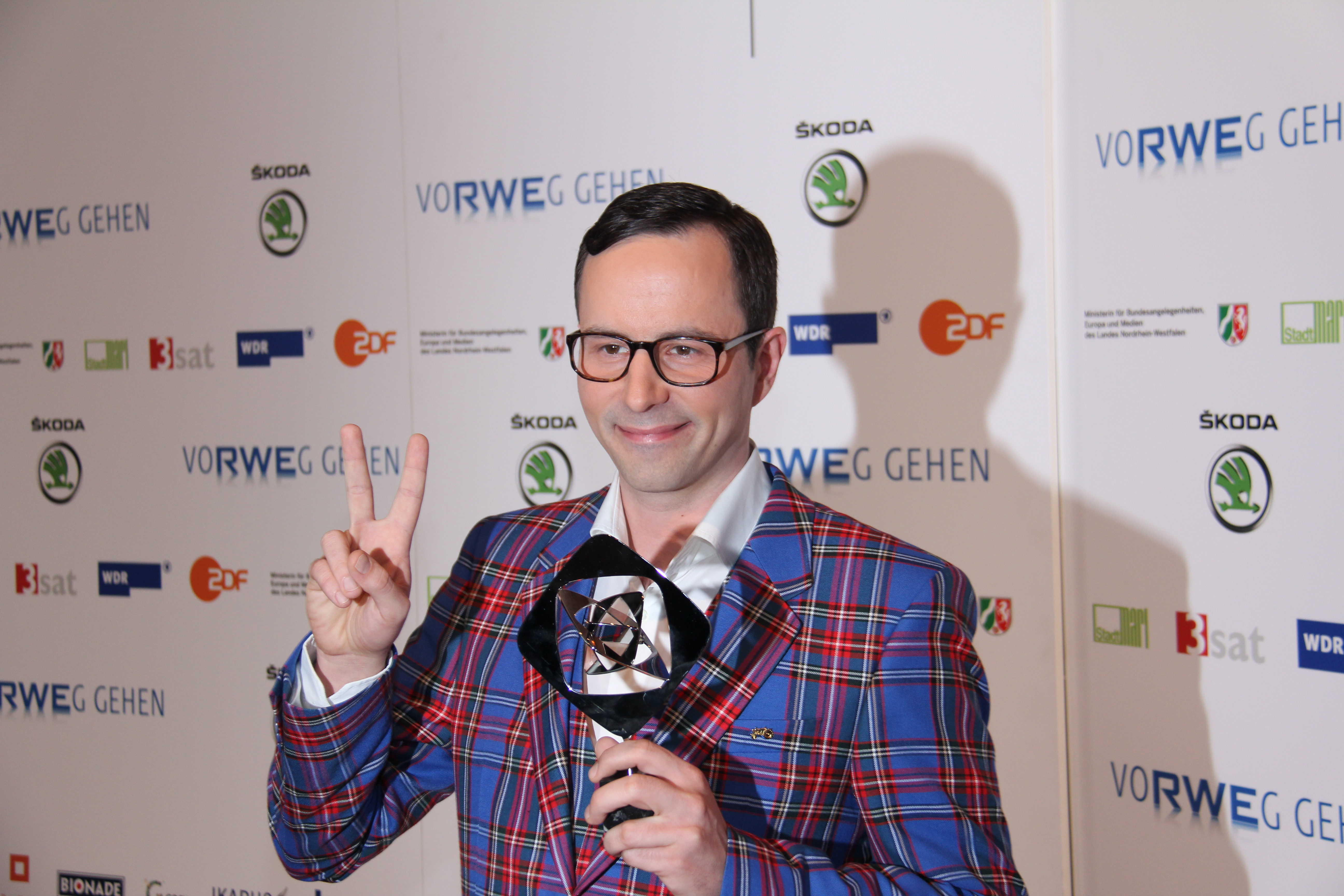
Krömer bei der Verleihung des Grimme-Preises, 2011

- 2002: Das große Kleinkunstfestival – Publikumspreis[41]
- 2005: Deutscher Comedypreis – Bester Newcomer[42]
- 2006: Deutscher Fernsehpreis – Beste Comedy für Bei Krömers[43]
- 2007: Deutscher Kleinkunstpreis in der Kategorie Kleinkunst[44]
- 2007: Das große Kleinkunstfestival – Berlin-Preis[41]
- 2009: 1 Live Krone – Beste Comedy[45]
- 2011: Grimme-Preis – Beste Unterhaltung[46]
- 2017: Recklinghäuser Hurz, Hauptpreis Der-Wolf-und-das-Lamm-Hurz[47]
- 2020: Grimme-Preis – Unterhaltung für Chez Krömer[48]
- 2022: Grimme-Preis – Unterhaltung[49]
- 2022: Das große Kleinkunstfestival (Ehrenpreis)[50]
- 2023: LOL: Last One Laughing - Sieger
- 2022: LovelyBooks Community Award Silber in der Kategorie Bestes Hörbuch für Du darfst nicht alles glauben, was du denkst[51]
- 2023: Deutscher Podcast Preis in der Kategorie Newcomer[26]
- 2024: Mental Health Award der Robert-Enke-Stiftung in der Kategorie „Public Life“[52]